# Lockheed Martin X-55
Il Lockheed Martin X-55, già  Lockheed Martin Advanced Composite Cargo Aircraft (ACCA), è un dimostratore tecnologico doppia turbina da trasporto militare ad ala alta realizzato dall'azienda statunitense Lockheed Martin e sviluppato dalla Skunk Works, la propria divisione dedicata ai velivoli sperimentali.

## Storia del progetto
Negli anni duemila l'Air Force Research Laboratory (AFRL), la divisione di ricerca della United States Air Force, emanò una specifica designata Advanced Composite Cargo Aircraft (ACCA) per la fornitura di un dimostratore tecnologico che sfruttasse ampiamente la tecnologia dei materiali compositi. La richiesta era relativa ad un velivolo realizzato in scala reale e capace di poter sperimentare in volo l'applicazione nella sua struttura di tale tecnologia.
Alla richiesta rispose la Lockheed Martin che tramite la sua divisione dedicata ai prototipi, la Advanced Development Programs, meglio conosciuta come Skunk Works, propose all'AFRL un suo progetto basato sullo sviluppo dell'aereo di linea regionale Fairchild Dornier 328JET. Dopo le valutazioni della commissione esaminatrice, nell'ottobre 2007 le venne assegnato il compito di realizzare il prototipo al quale venne assegnato ufficialmente la designazione X-55, come da convenzione USAF riservata agli aerei sperimentali.
Il nuovo velivolo è stato portato in volo per la prima volta il 2 giugno 2009 confermando la fattibilità di un simile progetto. Attualmente in fase di sperimentazione l'X-55 non è previsto sia destinato direttamente alla produzione in serie ma le esperienze maturate daranno luce ad una nuova generazione di velivoli da trasporto ad uso militare.